# Пюльвясъярви
Пюльвясъярви — озеро на территории Паданского сельского поселения Медвежьегорского района Республики Карелии.

## Общие сведения
Площадь озера — 3,7 км², площадь водосборного бассейна — 46,6 км². Располагается на высоте 157,0 метров над уровнем моря.
Озеро немного вытянуто с севера на юг. Берега изрезанные, преимущественно заболоченные.
Из озера вытекает река Пюльва, протекающая через Гормозеро и впадающая в Сегозеро.
В озере не менее десятка безымянных островов различной площади, однако их количество может варьироваться в зависимости от уровня воды.
С запада от озера проходит лесовозная дорога.
Код объекта в государственном водном реестре — 02020001111102000007024.